# Кирджалі
Кирджалі (болг. Кърджали, тур. Kırcaali, грец. Κάρντζαλι) — місто на півдні Болгарії. Воно є центром Кирджалійської області та общини Кирджалі. Населення міста Кирджалі станом на 31 грудня 2015 року становить 43 031 чол. Знаходиться в 47 км від м. Хасково, 84 км від м. Смолян, 95 км від м. Пловдива, 111 км від м. Стара Загора, 243 км від м. Софія, 78 км від м. Гюмюрджіна та 383 км від м. Стамбул.

## Населення
За даними перепису населення 2011 року у місті проживали 43 880 осіб.
Національний склад населення міста:
| Національність   | Кількість осіб | Відсоток |
| ---------------- | -------------- | -------- |
| болгари          | 23737          | 61,0 %   |
| турки            | 13578          | 34,9 %   |
| цигани           | 517            | 1,3 %    |
| інша             | 218            | 0,6 %    |
| не визначились   | 845            | 2,2 %    |
| Всього відповіли | 38895          |          |

Розподіл населення за віком у 2011 році:
Динаміка населення:

## Географія

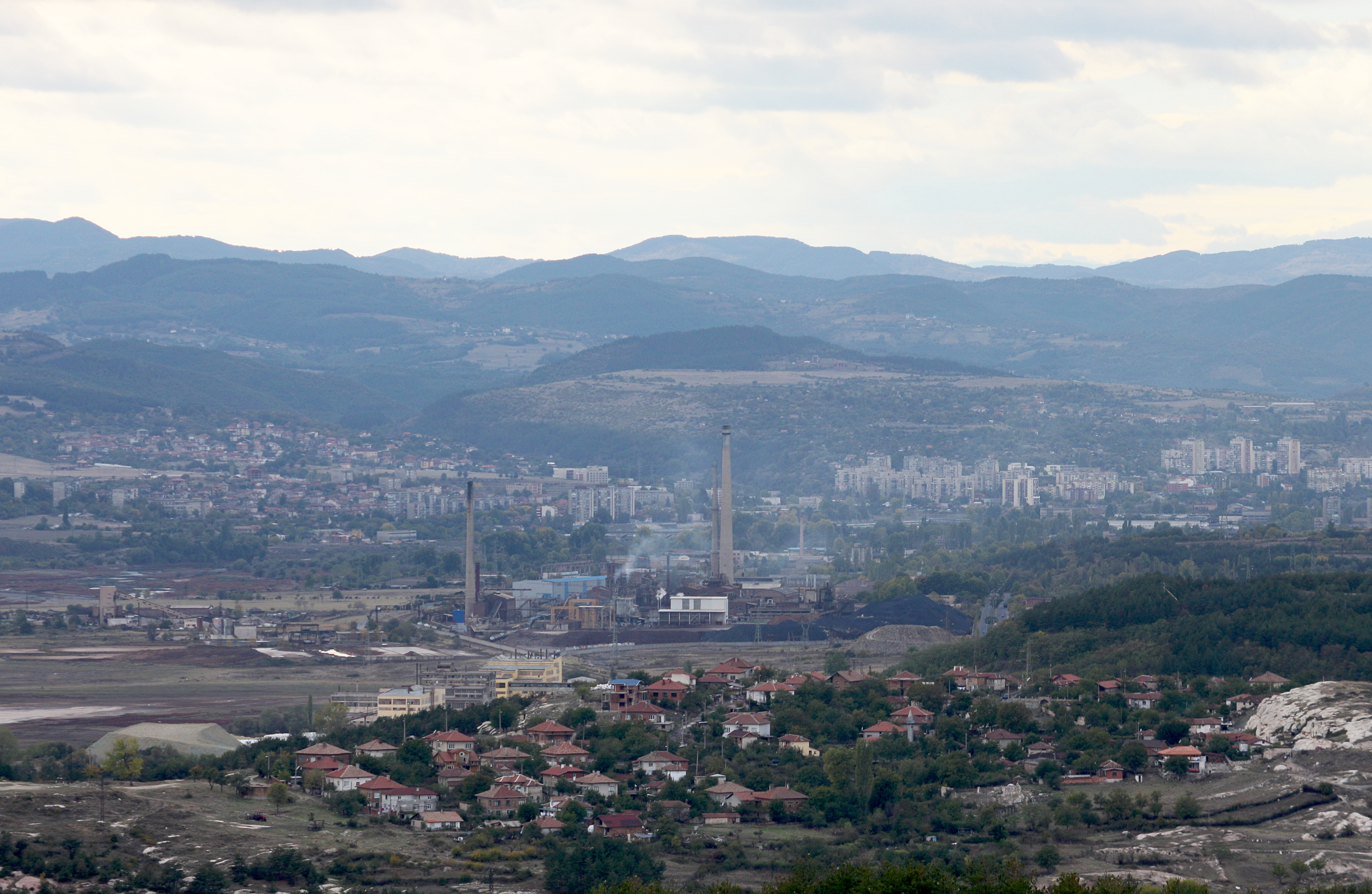
Панорама міста

### Розташування
Кирджалі знаходиться в самому серці гірського масиву Східні Родопи, на обох берегах річки Арда. Найближче інше містечко — Хасково, що знаходиться в 50 км, а в 15 км від Керджалі — древнє місто Перперикон. Пан'європейський транспортний коридор № 9 проходить містом через перевал «Маказа». Відстань від обласного центру до кордону з Грецькою Республікою на пункті пропуску Маказа — Німфеа становить лише 54 км.

### Рельєф і води
Природа одарила Східні Родопи незвичайною красою. Земля тут містить величезні родовища оловно-цинкових руд, бентоніту, перліту, цеоліту, азбесту, дорогоцінних і напівдорогоцінних мінералів, золота .

### Клімат
Клімат в області континентально-середземноморський, м'який і вологий, з безліччю сонячних днів на рік. Взимку відносно тепло — середня температура повітря до 0 °С. Літо сонячне і спекотне, максимальні температури досягають 40-45 °С. 

### Води

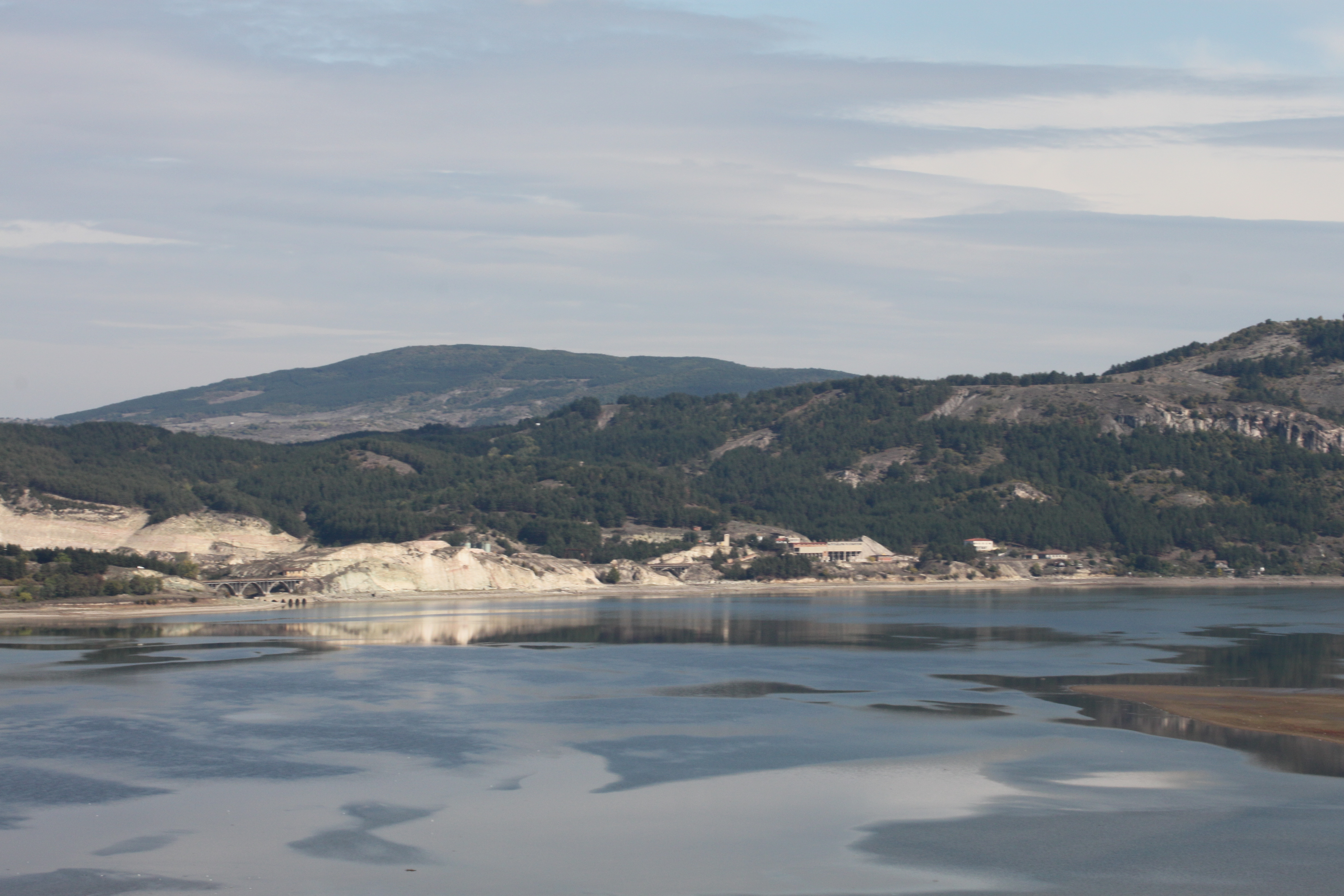
Річка Арда

Через місто протікає річка Арда. Водозбірний басейн займає 5795 км². Поряд з річкою розташовані 3 дамби: гребля Кирджалі, гребля Студен Кладенець, гребля Боровиця.

### Корисні мінерали
У муніципалітеті є значні неметалеві родовища: бентоніт, цеоліт, трас, польовий шпат, слюда, вапняк, пісок, гравій та ін.

## Історія

### Історія міста

#### Виникнення
Протягом трьох тисячоліть цей регіон є центром різних цивілізацій і культур. Передбачається, що першими мешканцями цих місць були протофракійці. Були поселення, населені фракійцями, еллінами і римлянами, слов'янами,протоболгарами, візантійцямі , латинами і османськими турками. Неподалік знаходиться чудове древнє місто-святилище Перперикон. У середні століття нинішній Кирджалі відомий як Вишеград у регіоні Ахрідос (Східні Родопи) і є значним єпископським християнським центром. Основи цієї фортеці були закладені ще за давніх фракійців і відносяться до IV—I ст. до н. е.

#### Болгарське і візантійське середньовіччя

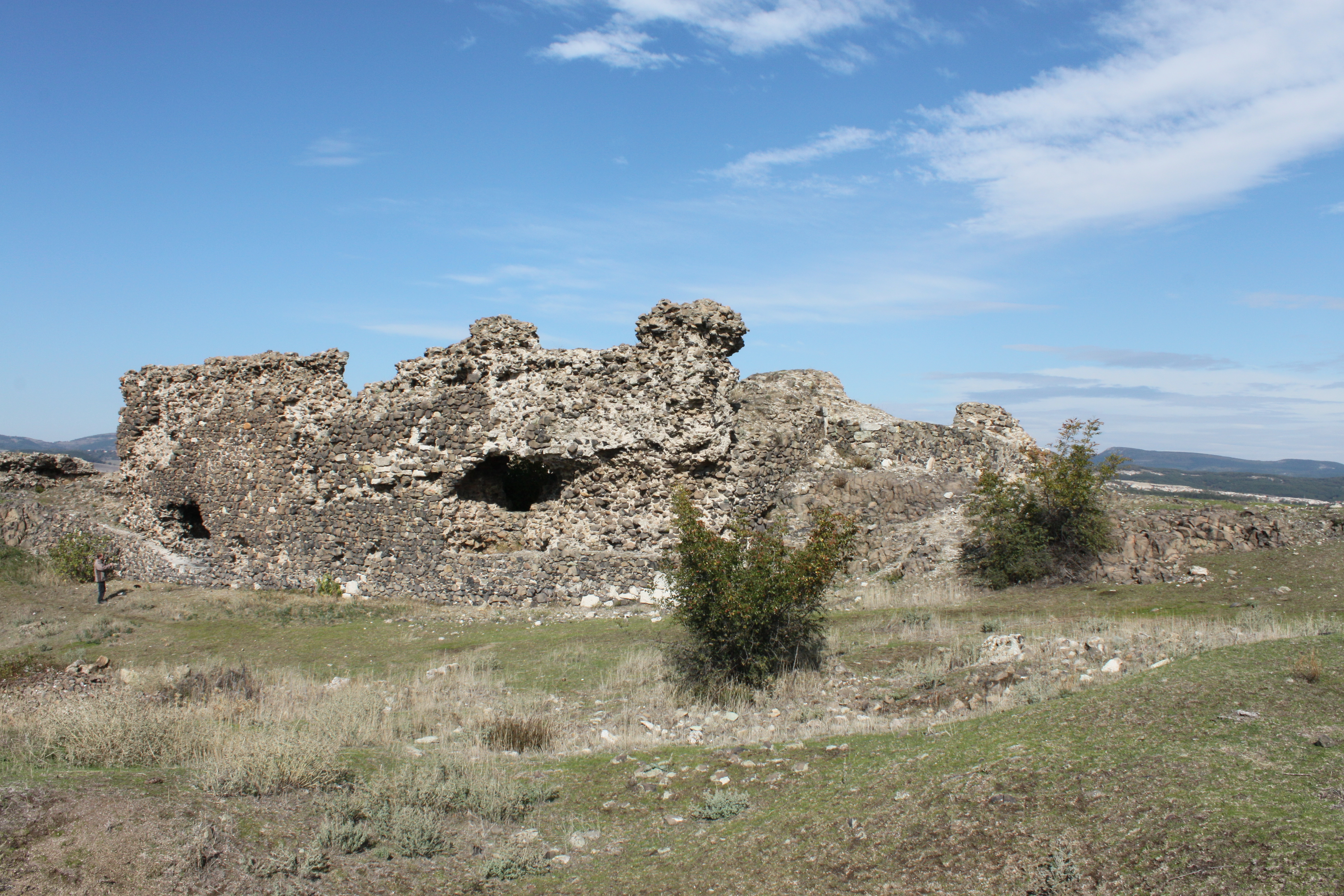
Фортеця Вишеград

У 6 столітті слов'яни і протоболгари оселилися по середньому руслу річки Арда. Сьогодні є сліди минулого Першого і Другого болгарського царства. Болгари визначають традиції, мову і спосіб життя, а також культуру місцевого населення. Коли була сформована болгарська держава, цей регіон все ще залишається в межах Візантійської імперії під час правління хана Пресіана, який в 847 році війшов у болгарську державу. Як попередник Кирджалі, село Вишеград (також Горна Крепость) має спільні риси з матеріальною культурою в IX—XIV ст. зі старими болгарськіми містами Плиска, Преслав, Тирново, і так далі. У добре збереженої цитаделі, ймовірно, мешкав губернатор середньовічного часу Ахрідос. Його стіни і зараз досягають 8 м висоти. Серед них був чудовий середньовічний монастирський комплекс св. Іоанна Хрестителя 11 до 14 століть, коли монастирська фортеця стала резиденцією єпископа. Через важливе стратегічне та економічне значення Східні Родопи постійно піддавалися набігам ворога. Цар Калоян в 1199 р. звільнив область від візантійського панування і став одним з лідерів у походах болгар латинців, розгромлених королем в 1205 р. в Едірне. Під стінами Вишеграда проходить невдалий хрестовий похід хрестоносців, очолюваний маршалом Жофруа де Віллардуеном, а на лівому березі річки Арда, під сусідньою фортецею Моняк, знаходиться їх табір, де в 1206 році був обраний Анрі — другий імператор Латинської імперії, після чого лицарі відступають. Восени 1207 Латинський король Солун Боніфацій Монфератський бере гору. Місцеві болгари потрапили в засідку, але перемогли римських лицарів, а голову Боніфація відправили до царя Калояна. Після Калояна територією керував деспот Слав, а цар Іван Асен II знову був центрально підпорядкований, після 1246 року, коли помер король Коломан Асен, Візантія встановила тут короткостроковий контроль у 1254 році. Король Михайло Асен відхилив візантійців. Літописець Георгій Акропольт пише: «Жителі, які були болгарами, позбулися ярма іноземної мови і пішли до своїх». Потім візантійці повертаються знову з царем Костянтином Тихим в райони Болгарії, нарешті цар Іван Олександр відновив свій контроль в області в 1343 році. Легенди і матеріальні докази свідчать, що в XIV столітті, захисником місцевого населення від постійно ворожнечих болгарських і візантійських феодалів, був севстократор Момчил. Його ім'я пов'язане з першим опором болгаро-родопців проти вторгнення турецьких полчищ.

#### Під османським правлінням

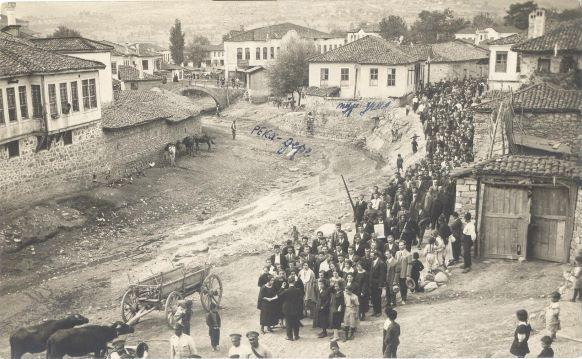
18 вересня 1924

У 1370—1371 рр. родопці ведуть важкі бої, щоб стримати завоювання османських турків Мурада I. Болгарські фортеці в регіоні взяті під тиском османського вторгнення, і значна частина населення поневолюється. Інша частина знаходить захист у важкодоступних скелях Родопів, щоб стати охоронцями болгарського роду та мови.
Існування поселення тут до старої фортеці Вишеград вперше згадувалося на початку 17 століття в 1607 р. в Османському реєстрі, згідно з яким воно було розділене між двома правителями. Через два з половиною століття, у 1847 році, французький дослідник і мандрівник Огюст Вікенель вивчачи Східні Родопи, зазначає: «Кирджалі. Невелике село з мечетью, населене болгарськими християнами і мусульманами». Точних документів про поселення за період між 1813 і 1878 роками немає. Ймовірно, що назва тодішнього маленького села була пов'язана з розбійниками Кирджалі, чиї масові набіги особливо поширилися близько 50-х років до кінця 18-го і на початку 19-го століття в Османській імперії, яка вже занепала. Популярна версія, поширена серед мусульман у сьогоднішньому місті по якій місто зобов'язане ім'ям османському генералу, який завоював ці місця в 14-му столітті, що називався Кирджа Алі з Бухари, який після багатьох років військових подвигів став проповідником і після його смерті на початку 15 — го століття його послідовники відновили одне із зруйнованих сіл поруч з його могилою. Але це суперечить історичним документам.

#### Після звільнення

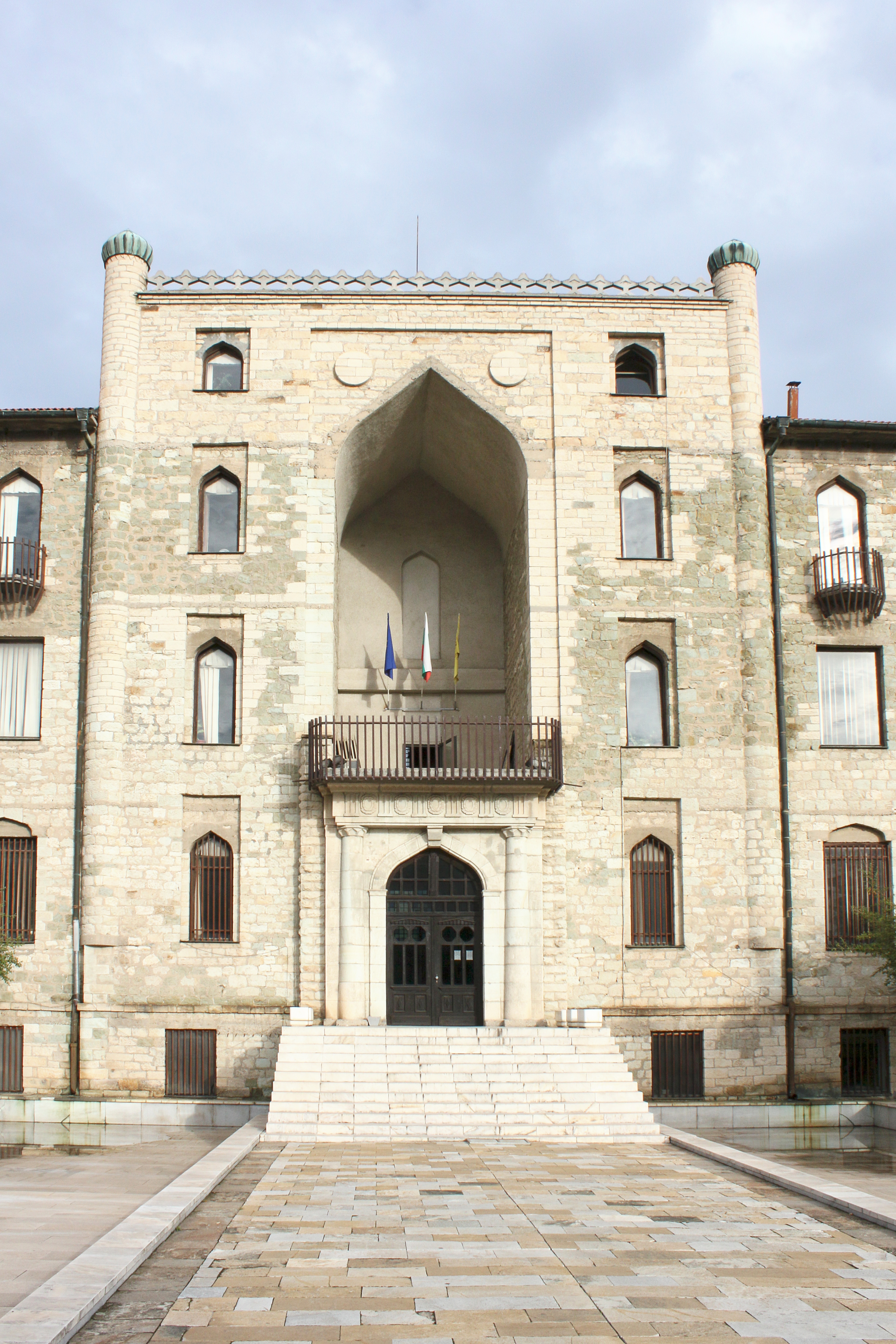
Будівля Обласного історичного музею в Кирджалі

3 січня 1878 року цей край був звільнений загоном російського генерал-майора Григорія Федоровича Чернозубова. Військові перетинають річку Арда, встановлюють контроль з півдня, і швидким походом без жодного пострілу звільняють Момчилград, де генерал отримує повідомлення про перемир'я, укладеного в Адріанополі . Згідно договору Сан-Стефано, Кирджалі відходить до Болгарії. Берлінський договір розміщує місто в автономному болгарському регіоні Східна Румелія. У 1886 році Топханенським актом Курджалі потрапив до санджака Гумюрджина під безпосереднім керівництвом османського султана як компенсацію за об'єднання між Болгарським князівством і Східною Румелією. Під час Балканської війни, після перемоги болгарської армії в битві під Керджалі 21 жовтня (старий стиль 8 жовтня), місто було звільнено від хасковського загону і остаточно залишилося в Болгарії. У пам'ять про героїв, які загинули за приєднання міста до Болгарії, в 1939 році в центрі спорудили пам'ятник. На початку 20 століття Кирджалі було оголошено містом. За часів Османської імперії торгівля тютюном була головною галуззю міста.

#### Між балканськими та світовими війнами
У 1934 р місто Керджалі було оголошено муніципальним центром.

#### При соціалізмі
З новим адміністративним поділом, введеним режимом Тодора Живкова в 1959 році, місто стало районним центром. Легка промисловість, машинобудування та кольорова металургія розвиваються, а місто стає культурним центром.

#### На сьогоднішній день
Починаючи з 1999 року, місто — обласний центр. Це найбільший адміністративний, промисловий, торговий і культурний центр Східних Родоп. У 2012 році цинковий комбінат закритий на заборгованість.
Сьогодні на території в місті Керджалі проходить Міжнародний фестиваль мистецтв «Перперікон», щорічний культурний тиждень, присвячений святкуванню міста Киджалі та інші.
Мис Кирджалі острова Лівінгстон Південних Шетландських островів був названий на честь міста Кирджалі 23 листопада 2009 року.

### Релігія та етнічний склад

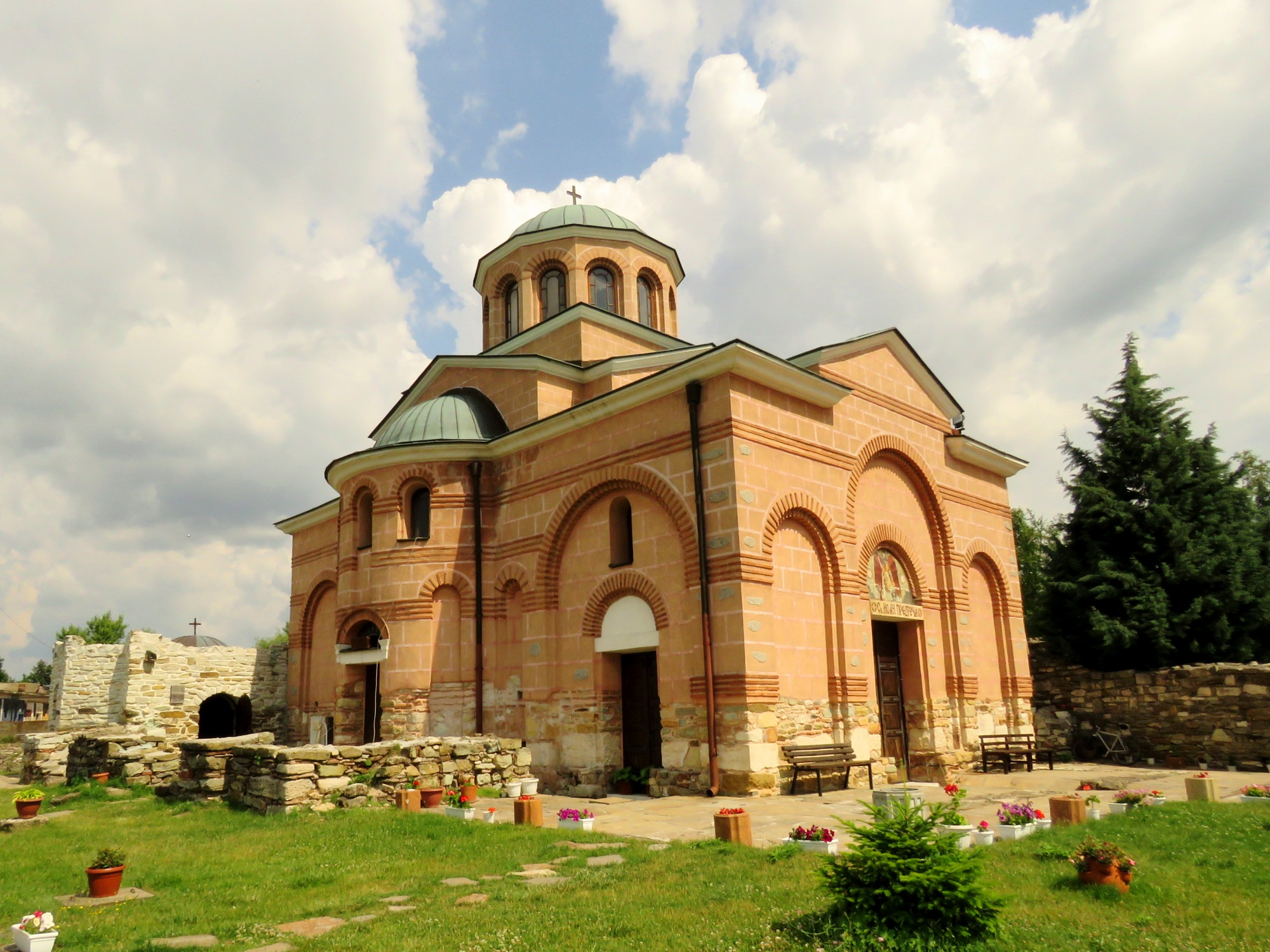
Монастир Святого Іоанна Хрестителя

У середні віки Східні Родопи називаються Ахридосами. Тоді єпископський монастир св. Іоанна Хрестителя був центром однієї з великих середньовічних християнських єпархій. Він входить до списку 100 національних туристичних об'єктів. Монастир був заснований у шостому-восьмому столітті. У середньовіччі він був єпископським центром Східних Родопів. На цьому місці було побудовано кілька церков візантийського стилю, згідно з розкопками, зробленими вченими. Була велика фортечна стіна з прямокутними вежами. Збудовано велику церкву, каплицю, представницьку будівлю, монастирську їдальню, монастирські лазні та інші. У центрі монастирського комплексу збереглися унікальні фрески, знайдені в церкві. Вони досягають близько 4 м у висоту. У 1998 році храм був відновлений за допомогою проф. Миколи Овчарова та Даниели Коджаманової. Весь монастирський комплекс з великою церквою оголошується культурними пам'ятками національного значення.
Храм "Св. Георгій Победоносець початку 20 століття і розташований в центрі міста. Це тринефна церква, яка має вбудовану дзвіницю. Будівля є пам'яткою культури місцевого значення.

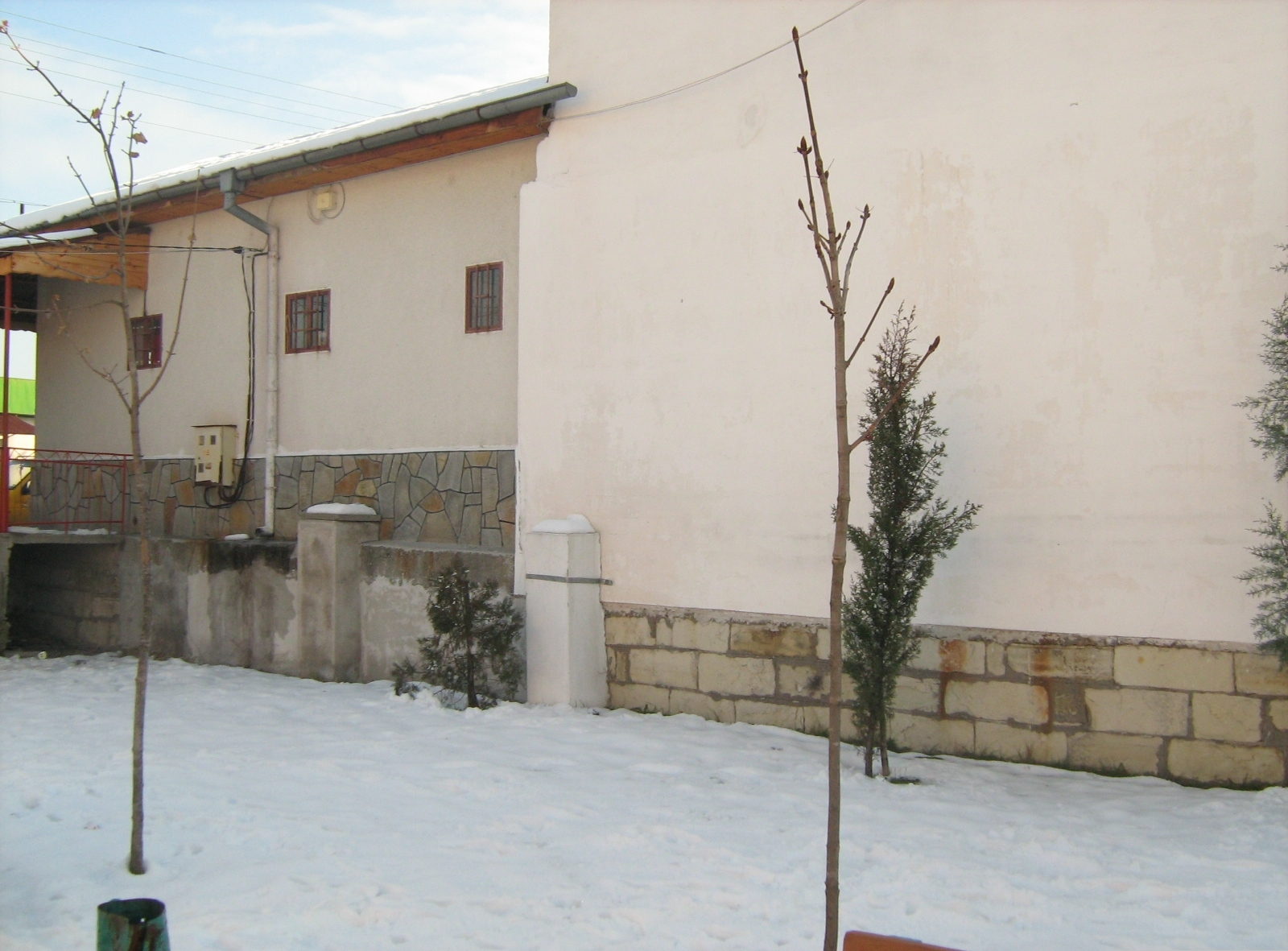
Храм Успіння Богородичного

Православний духовний центр Успіння Богородичного побудований за ініціативою Бояна Сараєва. Так, 17 серпня 2000 року почалися підготовки до будівництва майбутнього духовного центру, який був урочисто освячений у 2003 році митрополитом Арсенієм.

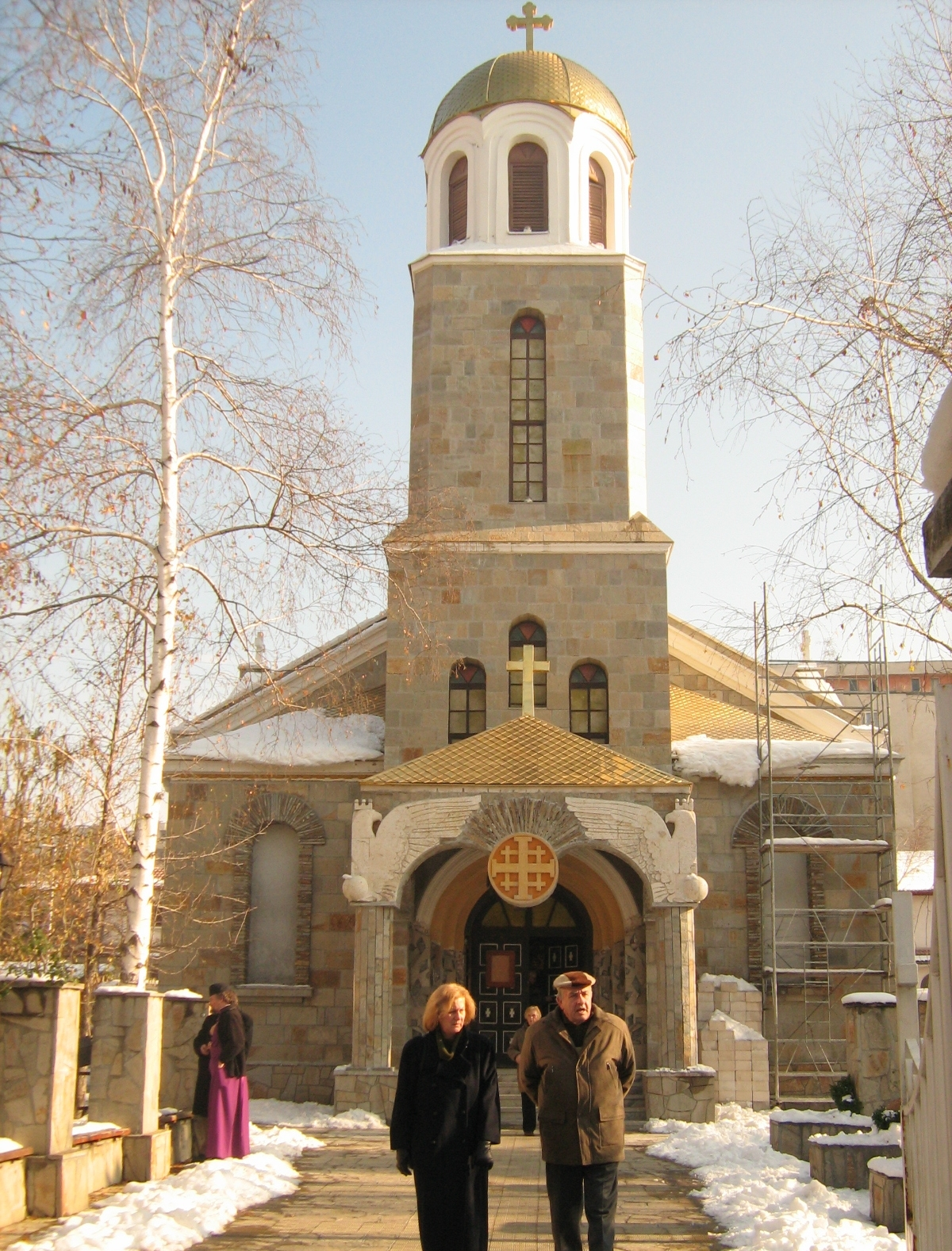
Православна церква Святого Георгія

Християнська православна церква домінує над християнськими конфесіями у місті. Інші представники християнства — це протестантська євангельська п'ятидесятницька церква і Болгарська божа церква. Велика муслімська громада, до якої належать і цигани. У минулому була єврейська громада.

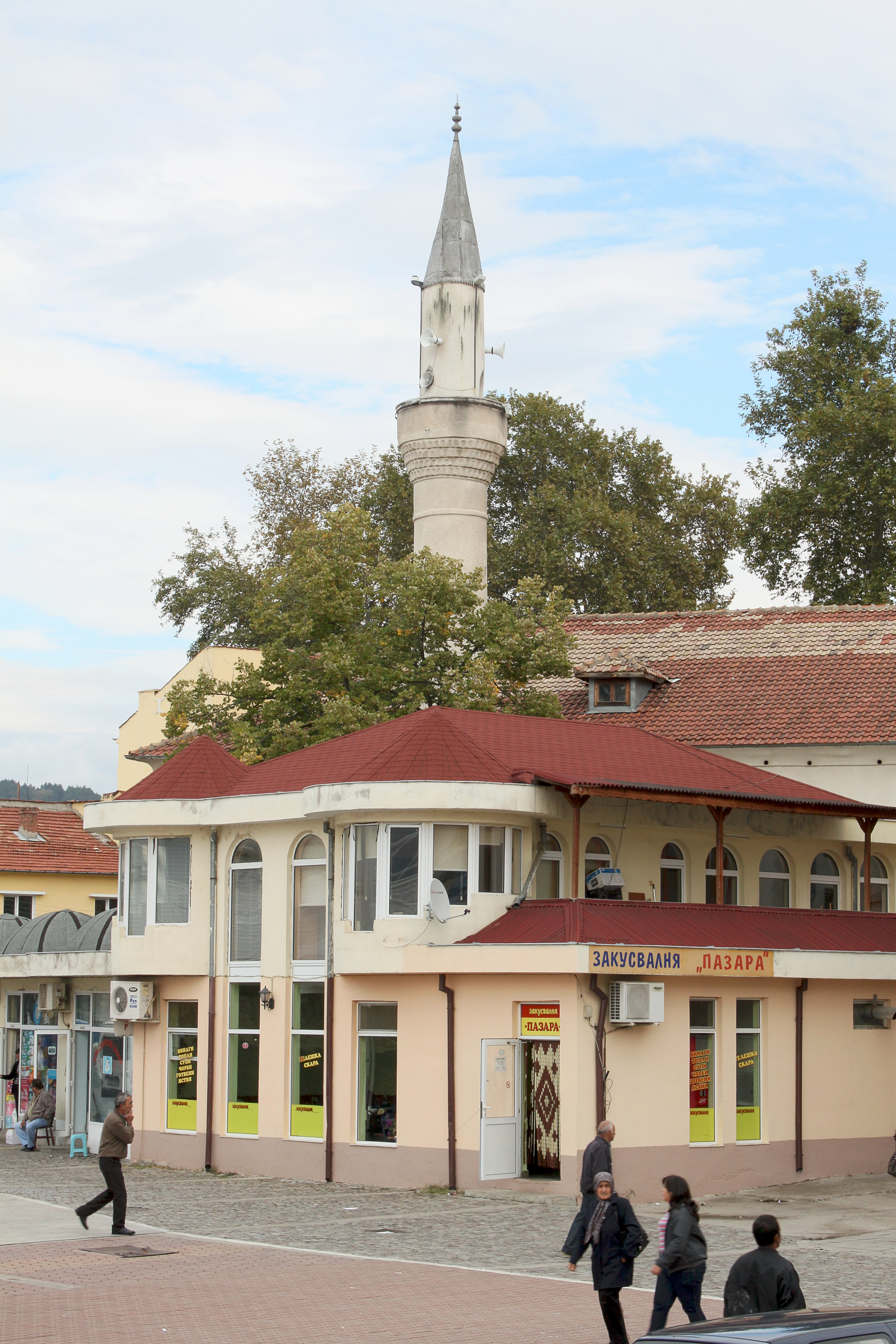
Мечеть

В цілому по області за переписом 2011 року 66,15 % населення заявляють що вони турки, 30,22 % — болгари, 2,01 % — не визначились, і цигани — 0,99 %. Близько 8 % людей не вважають себе пов'язаними з будь-якою релігією.
Болгарські християни в цьому районі складають близько 2/3 усіх болгар у цьому районі.
У Кирджалі болгари складають 61,02 %, турки — 34,9 %, не визначені — 2,17 %, цигани — 1,33 %, інші — 0,56 %.

## Політика

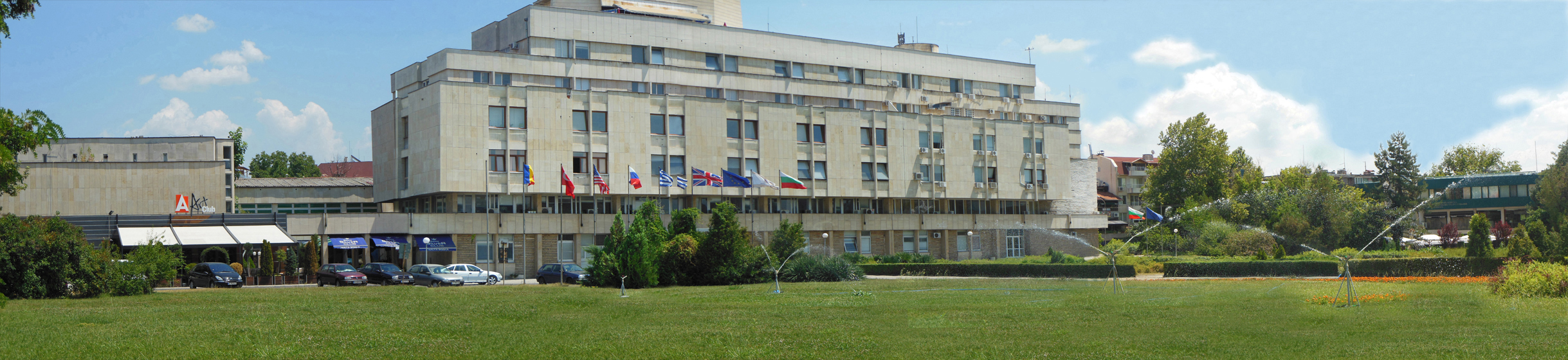
Будівля муніципалітету Керджалі відома під назвою «Білий корабель» завдяки характерній формі і білому кольору

### Мер
- Ерол Мюмюн (РПС)

### Міська рада
Голова міської ради Кирджалі: Мухарем Мухарем (РПС)

## Економіка

### Характеристики

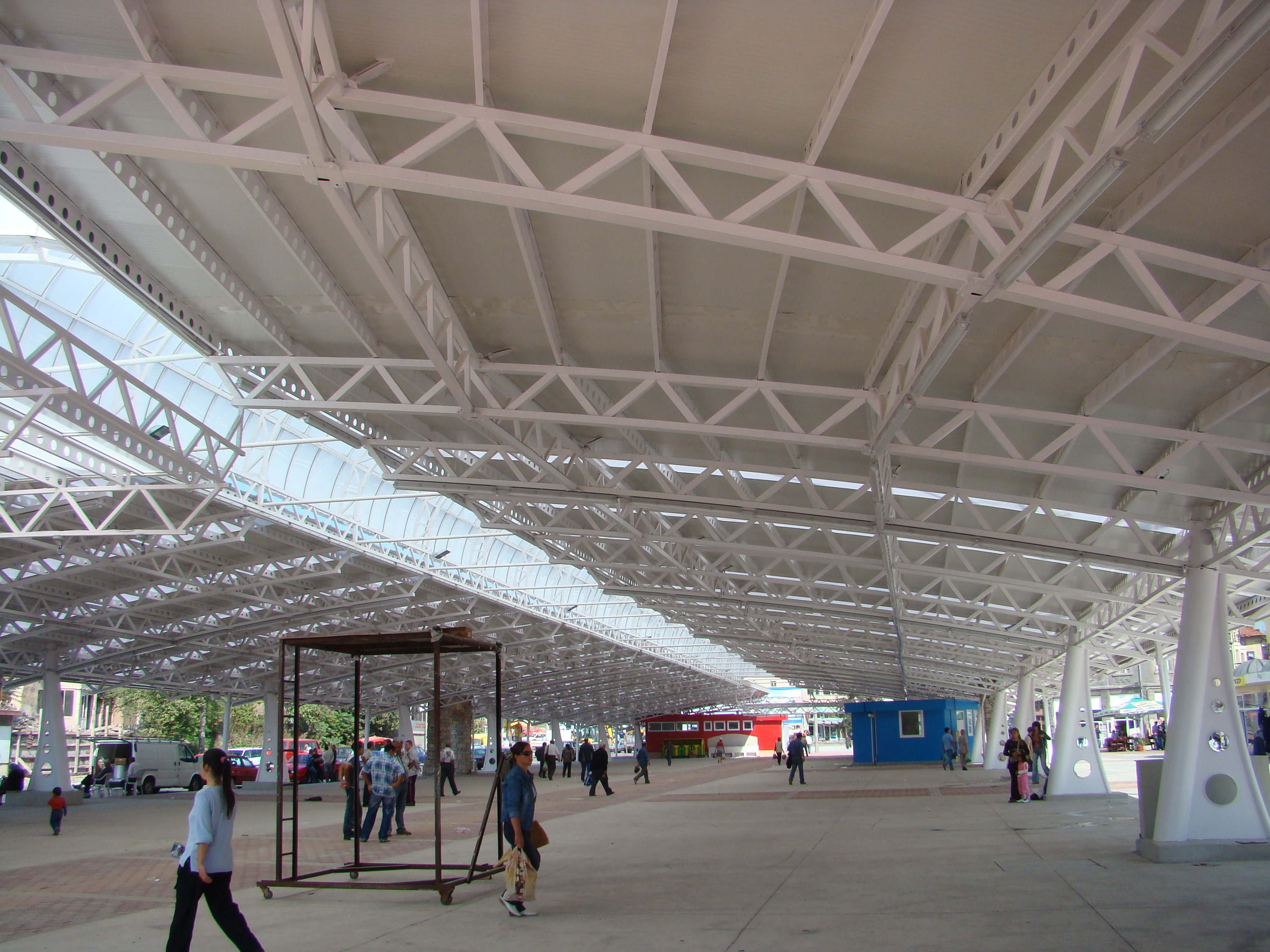
Новий ринок

Найбільш розвинене місто в Східних Родопах. Поряд з ним розташовані гребля Кирджалі та Кирджалійська ГЕС. Закінчилося будівництво нового і сучасного ринку, розташованого на 23 га. Загальна вартість інвестицій на ринок становить 8 590790 лв (без ПДВ)

### Транспорт
Внутрішні та міжнародні відносини регіону здійснюються по автомагістралях і залізничнихдорогах. Також є обладнаний аеродром .

### ЗМІ

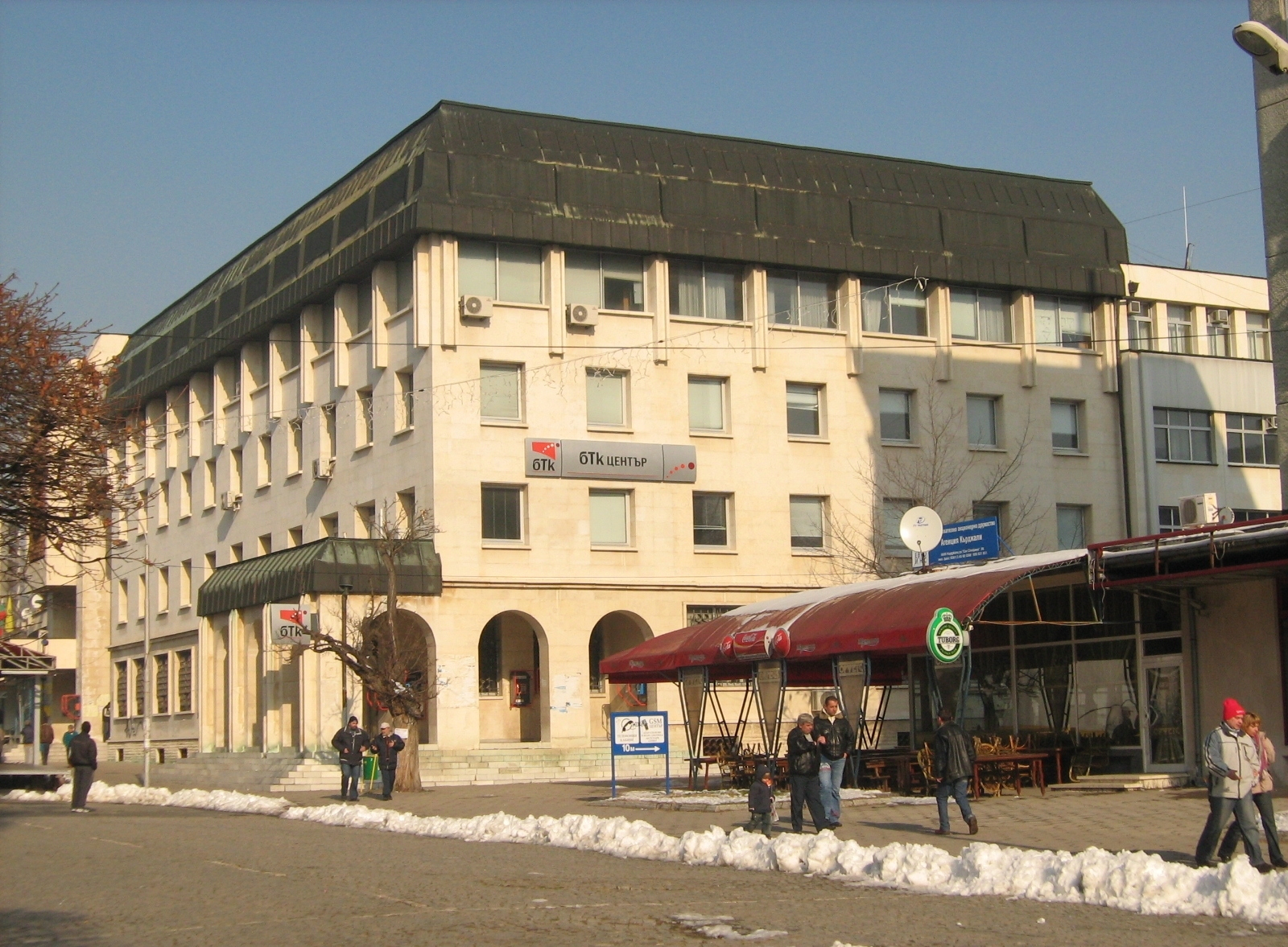
Будівля поштового відділення

#### Інформаційні
- Нове життя [Архівовано 25 Лютого 2019 у Wayback Machine.]
- 24 Родопи [Архівовано 14 Квітня 2019 у Wayback Machine.]
- Новини Арда [Архівовано 25 Лютого 2019 у Wayback Machine.]
- Кирджалі Хабер [Архівовано 26 Лютого 2019 у Wayback Machine.]
- Кирджалі БГ Вісті [Архівовано 26 Лютого 2019 у Wayback Machine.]
- Кирджалі Прес [Архівовано 25 Лютого 2019 у Wayback Machine.]
- Новини у Кирджалі
- Інфо Кирджалі [Архівовано 28 Червня 2019 у Wayback Machine.]
- Дарик Кирджалі [Архівовано 19 Січня 2017 у Wayback Machine.]
- Кирджалі Е. С.

#### Радіо
9 травня 2016 було відкрито дев'ята регіональна радіостанція БНР Радіо «Кирджалі — Голос Родопів»

#### Телебачення
У Керджалі транслюються наступні телевізійні програми:
| канал 26 | канал 42         | канал 45 |
| -------- | ---------------- | -------- |
|          | bTV              |          |
|          | Нове телебачення |          |
|          | БНТ 1            |          |
|          | БНТ 2            |          |
|          | БНТ 3            |          |
|          | Болгарія в ефірі |          |

## Освіта та наука

### Вищі школи
- Коледж «Св. Іван Рильський», Софія
- «Любен Каравелов». Відділення Пловдівського університету «Паїсій Хілендарський»
- Асоціація «Академія БГ» в Аграрному коледжі, Пловдив

### Школи

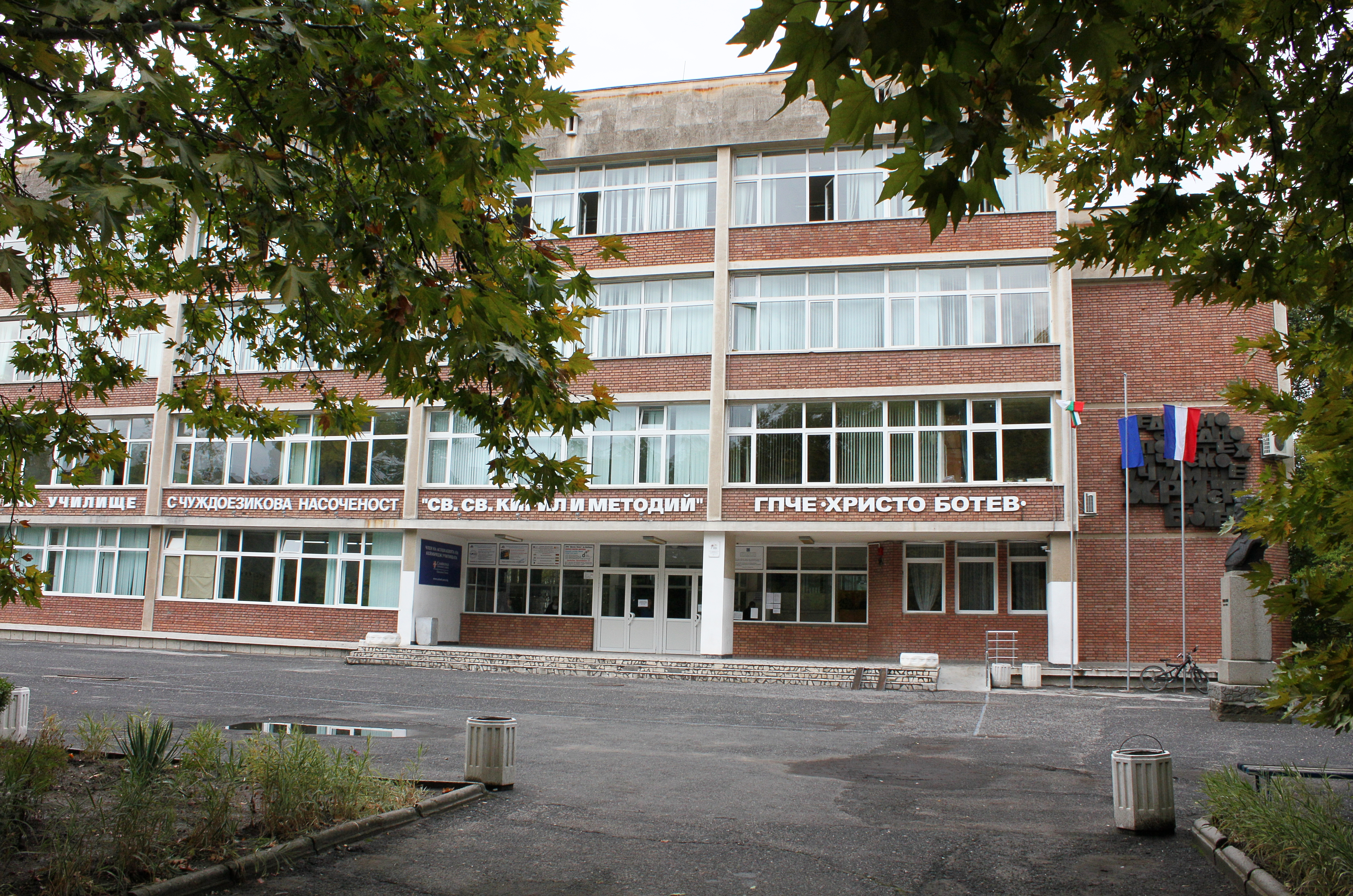
Вища школа Христо Ботев

- «Христо Ботев»
- Вища школа «Отець Паїсій» [Архівовано 10 Листопада 2018 у Wayback Machine.]
- ПГЕ «Алеко Константинов» [Архівовано 3 Січня 2019 у Wayback Machine.]
- Вища школа «Володимир Димитров-Майстер»
- Вища школа «Св. Климент Охридський»
- «П. Славейков»
- Вища школа ім. Йордана Йовкова [Архівовано 13 Травня 2018 у Wayback Machine.]
- Школа туризму "Проф. Доктор Асен Златаров "
- Одягу та дизайну для дівчат «Евридіка»
- Гімназія в галузі електротехніки та електроніки «Петко воєвода»
- Будівельна гімназія «Христо Смирненські»
- ПГ «Василь Левський»
- Початкова школа "Св. Кирила і Мефодія "
- Початкова школа «Василь Левський»

### Обсерваторії
Астрономічна обсерваторія «Славей Златев»

## Охорона здоров'я

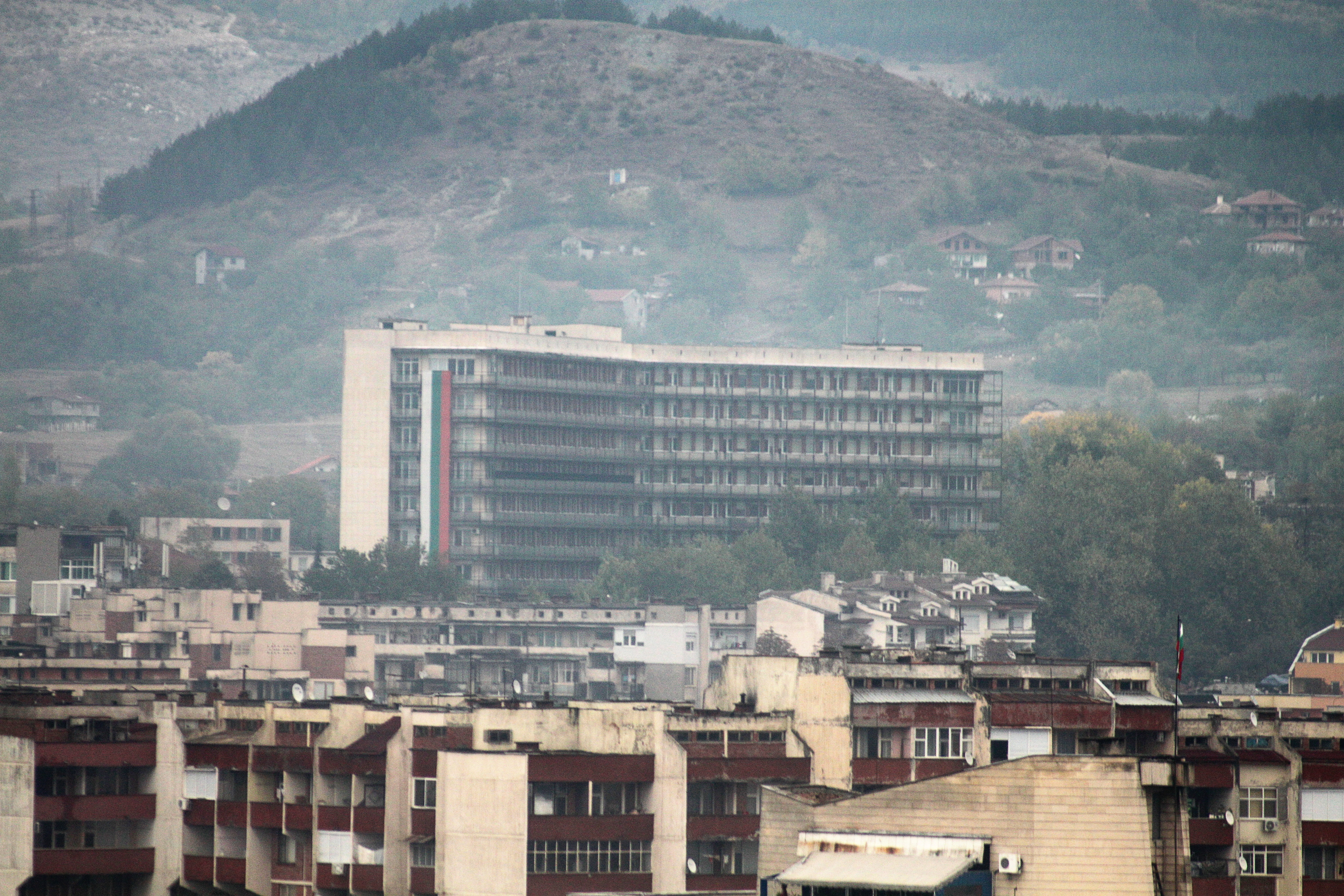

### Багатопрофільна лікарня активного лікування «Доктор Афанас Дафовський»
Медичний заклад був створений в 1932 році. Першим виконавчим директором є доктор Димо Чолаков.

## Культура та розваги

### Театри
- Драматично-ляльковий театр «Димитар Димов»

### Музеї та галереї

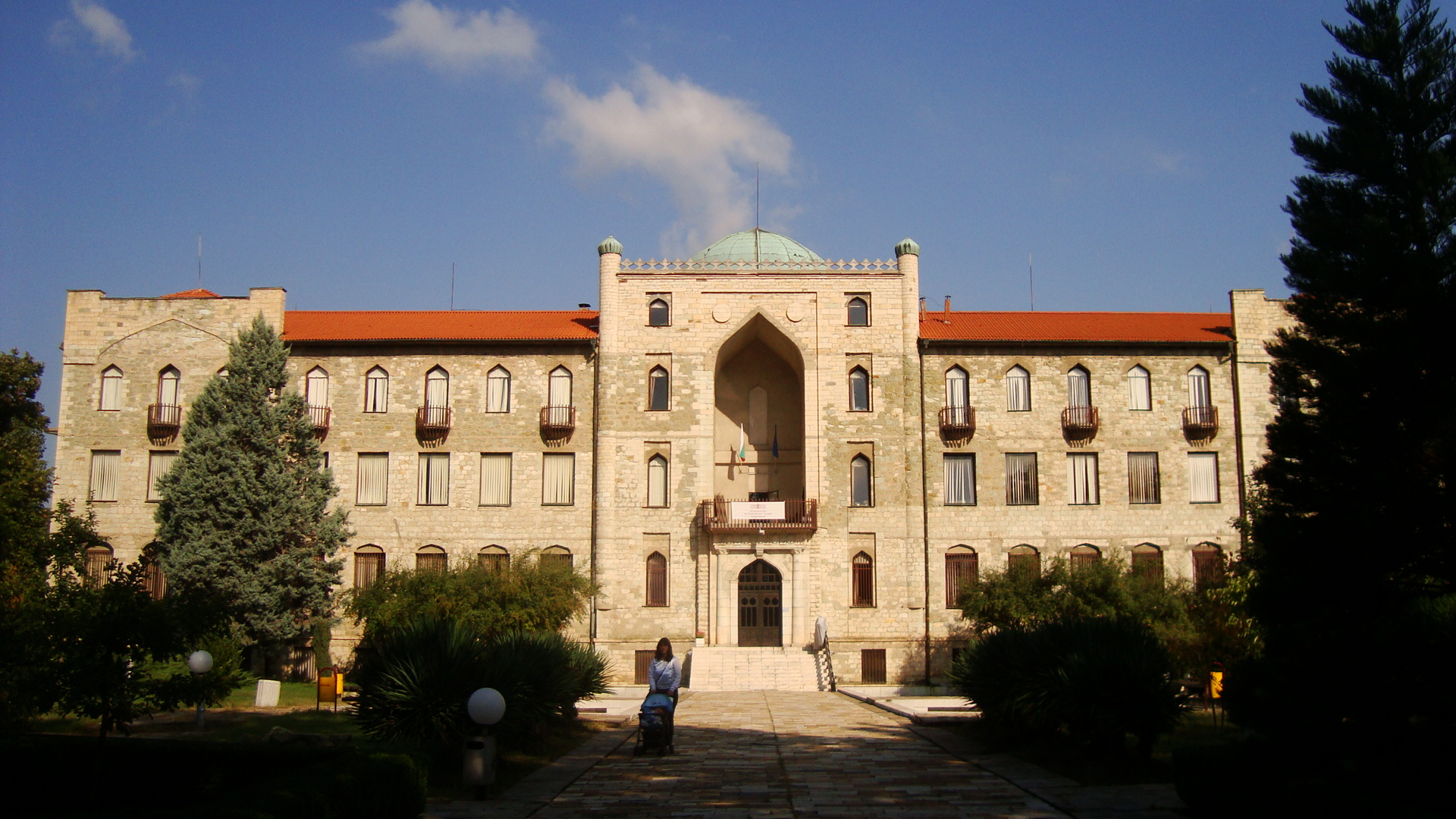
Обласний історичний музей у м. Кирджалі

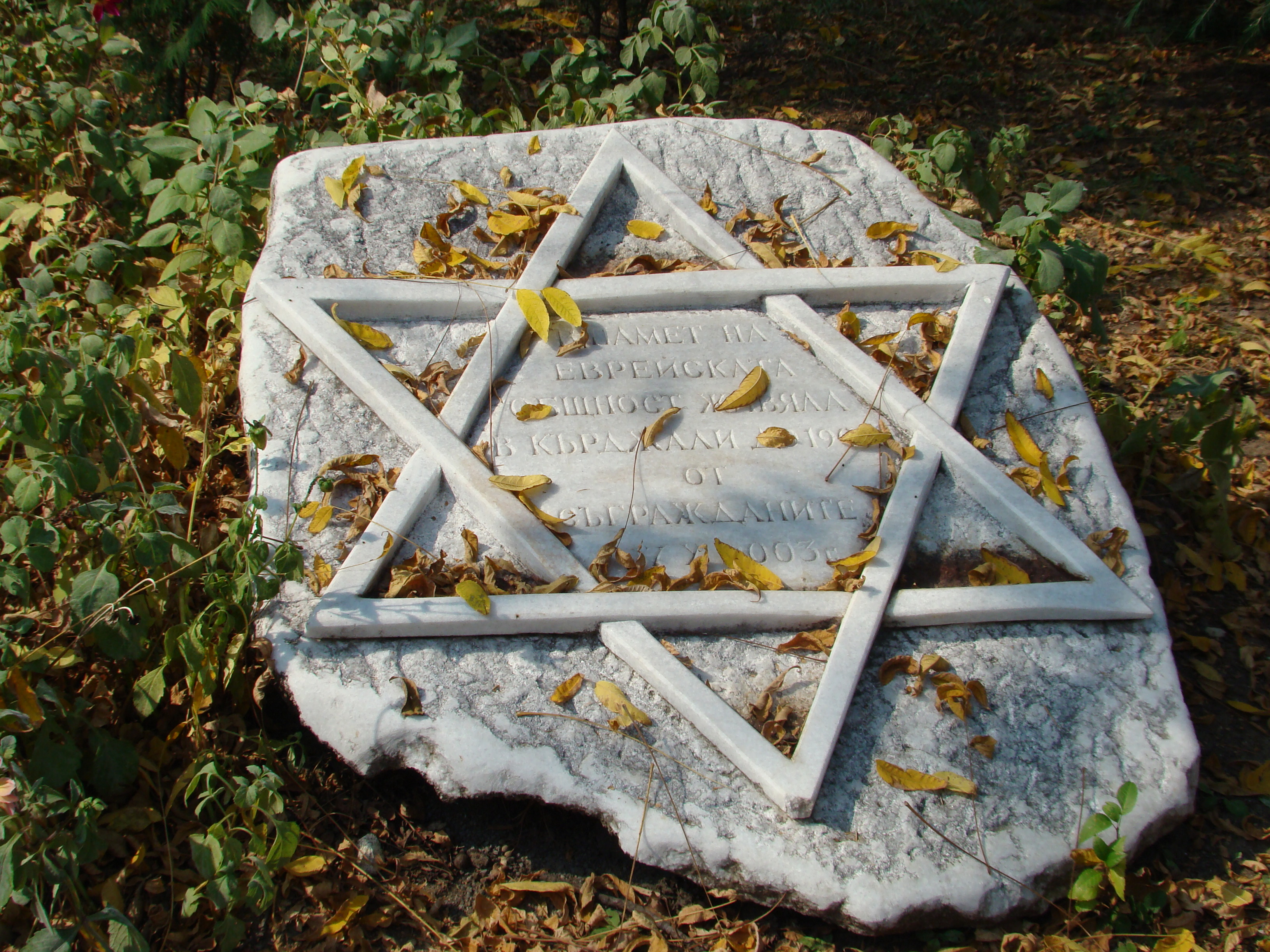
Меморіал єврейській громади міста

Обласний історичний музей в Кирджалі є одним з найбільших і найвідоміших музеїв Болгарії. Будівництво будівлі музею фінансувалося місцевим муніципалітетом і здійснювалося між 1922 і 1930 роками в основному майстрами з міста та його околиць.

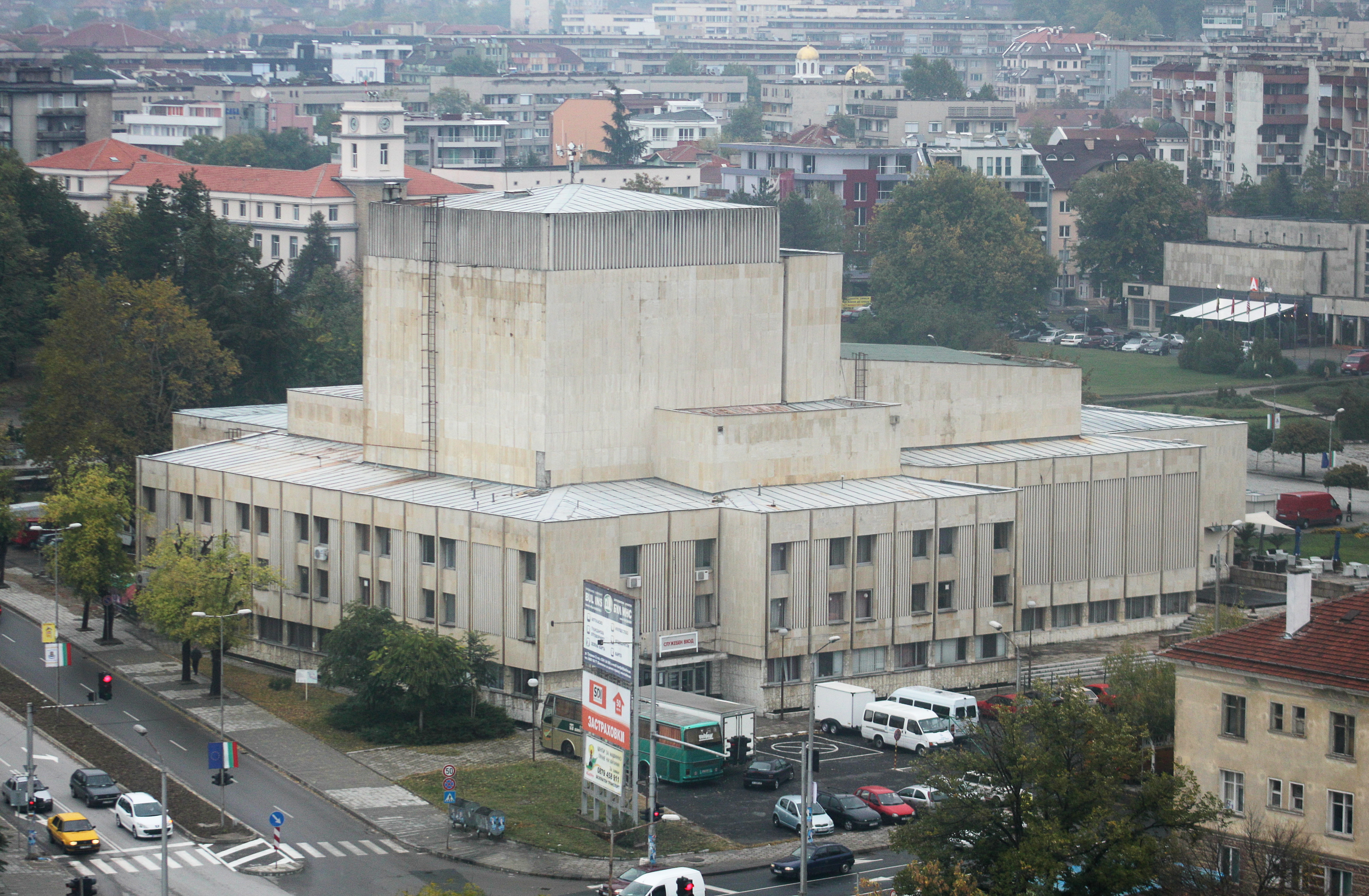
Театр у Кирджалі

Завдяки своїй унікальній архітектурі будівля оголошена пам'яткою культури національного значення. Музей був відкритий в 1965 році. У ньому знаходяться знахідки з Перперикону і Татули, ранніх неолітичних поселень в Кирджалі і Крумовграді (5 900-5700 рр. до н. е.) з, мабуть, найбільш ранньою бруківкою. Одна з найбільш вражаючих знахідок цих поселень — маленька свастика, вишукано зроблена з зеленого нефриту, унікальна через те, що на Балканах немає таких нефритових відкладень, і можливо, що навіть його імпортували з Китаю; чудові бронзові сокири (15-13 століть до н. е.), бронзова скульптура (статуї фракійського вершника, третє століття), срібні та золоті ювелірні вироби, скло, бронза, кераміка з римської епохи; багаті колекції розкішної кераміки, вишивки і літургійні хрести, різноманітні пам'ятники, зброя і золоті, срібні і мідні монети з середньовіччя і багато інших. Кожен відділ ділиться на один поверх — перший для археологічно-історичних, другий — геологічний і третій — для етнографічних колекцій. Базовий штат містить близько 40 осіб.   В музеї зареєстровано 179 археологічних пам'яток, з яких 19 — доісторичні, 122 — антикварні, 37 — середньовічні. Тридцять зареєстрованих пам'яток культури національного значення.

### Бібліотеки
- Обласна бібліотека [Архівовано 26 Лютого 2019 у Wayback Machine.]
- Громадський будинок «Юмер Лютфі»
- Громадський будинок «Об'єднання»
- Громадський будинок «Родопський маяк»

## Визначні пам'ятки

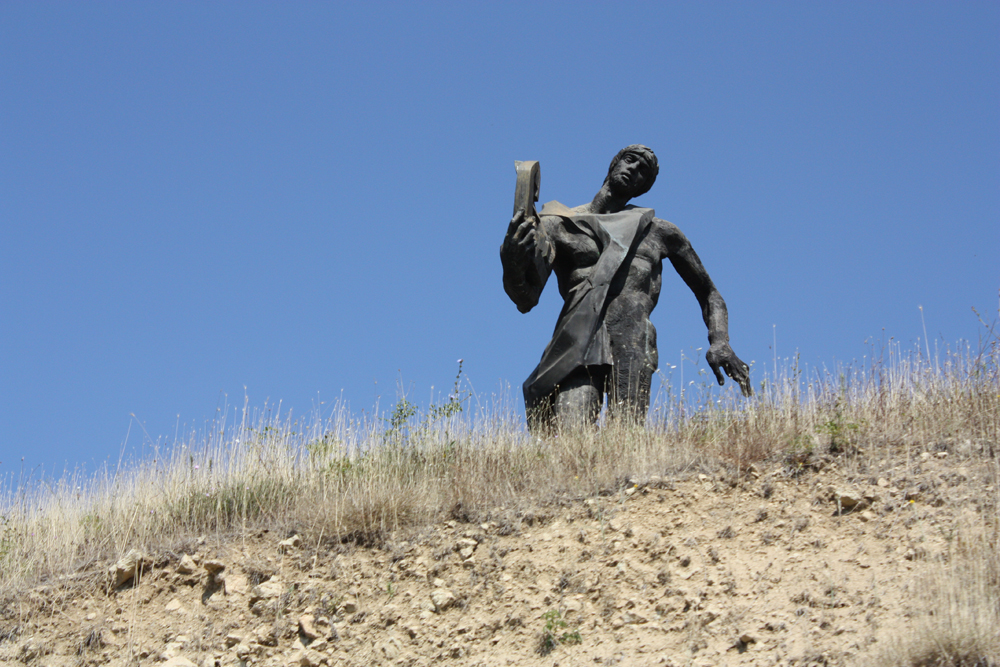
Статуя Орфея біля входу в місто

У Керджалі є такі визначні пам'ятки зі 100 національних туристичних об'єктів Болгарського туристичного союзу: історичний музей і Перперикон.

### Фракійськи
- У 15 км на північний — схід від Кирджалі є фракийске мегалітичне святилище Перперикон. Воно виступає на скелястому піку Східних Родоп на висоті 470 м. У її підніжжя розташоване село Горішня Крепость. Зручна річкова долина давно створила чудові умови життя. З цієї причини вона усіяна десятками археологічних пам'яток з різних епох, природним центром яких є Перперикон.
- Біля села Татул — скельна гробниця — нібито могила фракійського співака Орфея.
- Орлові скали — фракійське святилище. Скельні ніші — це культові місця, у яких фракійці клали урни своїх померлих .

### Фортеці
- Середньовічна фортеця Моняк;
- Фракійська фортеця над селом Іванці;
- Фракійська фортеця і скельні ніші біля села Лисиціте;
- Фортеця Хізара біля села Вишеград;
- Фортеця Устра .

### Храми та монастирі
- Св. Іоанн Продром був частиною середньовічного монастирського комплексу з VI—VII ст. Він був відновлений в 2000 році.
- Монастирський комплекс Успіння Богородичне — унікальний духовний центр. Відремонтований і прикрашений священиком Бояном Сараєвим. Частинки хреста, на яких начібто був розп'ятий Ісус Христос, знайдені в культовому комплексі Перперикон, були перенесені до монастирського комплексу, де його зберегли до наших днів.

### Природні
- Біля міста є скельні утворення, відомі як Кам'яне весілля та Кам'яні гриби.
- На території муніципалітету Кирджалі знаходиться також заповідник рідкісних рослин «Валчи Дол».
- Життєдайне джерело, з чудовою водою, щорічно виникає в ніч з 5 по 6 травня з крутої скелі в міфічному місці Дамбал над селом Груєво, близько 25  км на південь від м. Кирджалі. У доленосну ніч сотні віруючих шукають зцілення тут.
- Найбільший на Балканському півострові природне ліс білої берези в 26 км від Кирджалі по дорозі в Ардино.
- Печера Утроба з вівтарем, на який промінь сонця досягає в день весняного рівнодення. Священний шлюб між скелею і сонцем являє собою відродження життя.

### Архітектурні
- Стіна греблі є єдиною дуговідною стіною на Балканському півострові і однією з небагатьох у світі, яка піднімається над містом.
- Будівля мерії
- Диявольський міст — найбільший і найвеличніший Родопський міст. Це справжній шедевр будівництва середньовіччя, із надзвичайно витонченими і симетричними формами. Нижче проходить річка Арда, яка утворює винятково гарний каньйон з великими меандрами. Навесні, коли тане сніг, рівень річки піднімається на 5 — 6 м і його потік досягає більше 2600   м³/с.

## Особи

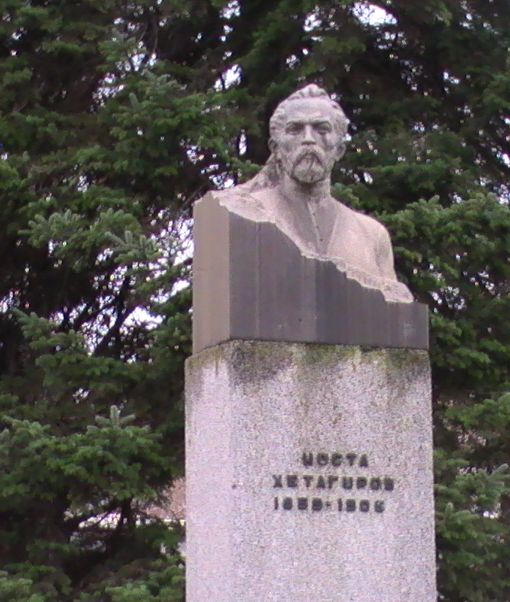
Погруддя Хетагурова

### Народилися в Кирджалі
- Вася Попова (24.7.1989), співачка
- Георгій Георгієв (1930—1980), матрос
- Таня Гогова (1950), волейболістка
- Мариян Димитров (1972 р.) спортсмен
- Мюмюн Кашмер (1962 р.), колишній футболіст і менеджер
- Давид Овадія (1923—1995), поет
- Іво Папазов (1952 р.), музикант
- Здравко Желязков з дуету Ритон, співак, (народився 20 січня 1953 р.)
- Марія Боядеєва — Луїзова, музикант, викладачка історії болгарської музичної культури в Академії музичного та танцювального мистецтва — Пловдив
- Шибіл Пейчев (1965 року народження), футболіст
- Тодор Симеонов (1976 року народження), футболіст
- Параскева Симова (1920), фізик
- Мехмед Талат Паша (1872—1921), османський політик, младотурок
- Іван Тончев (1973), футболіст

## Галерея

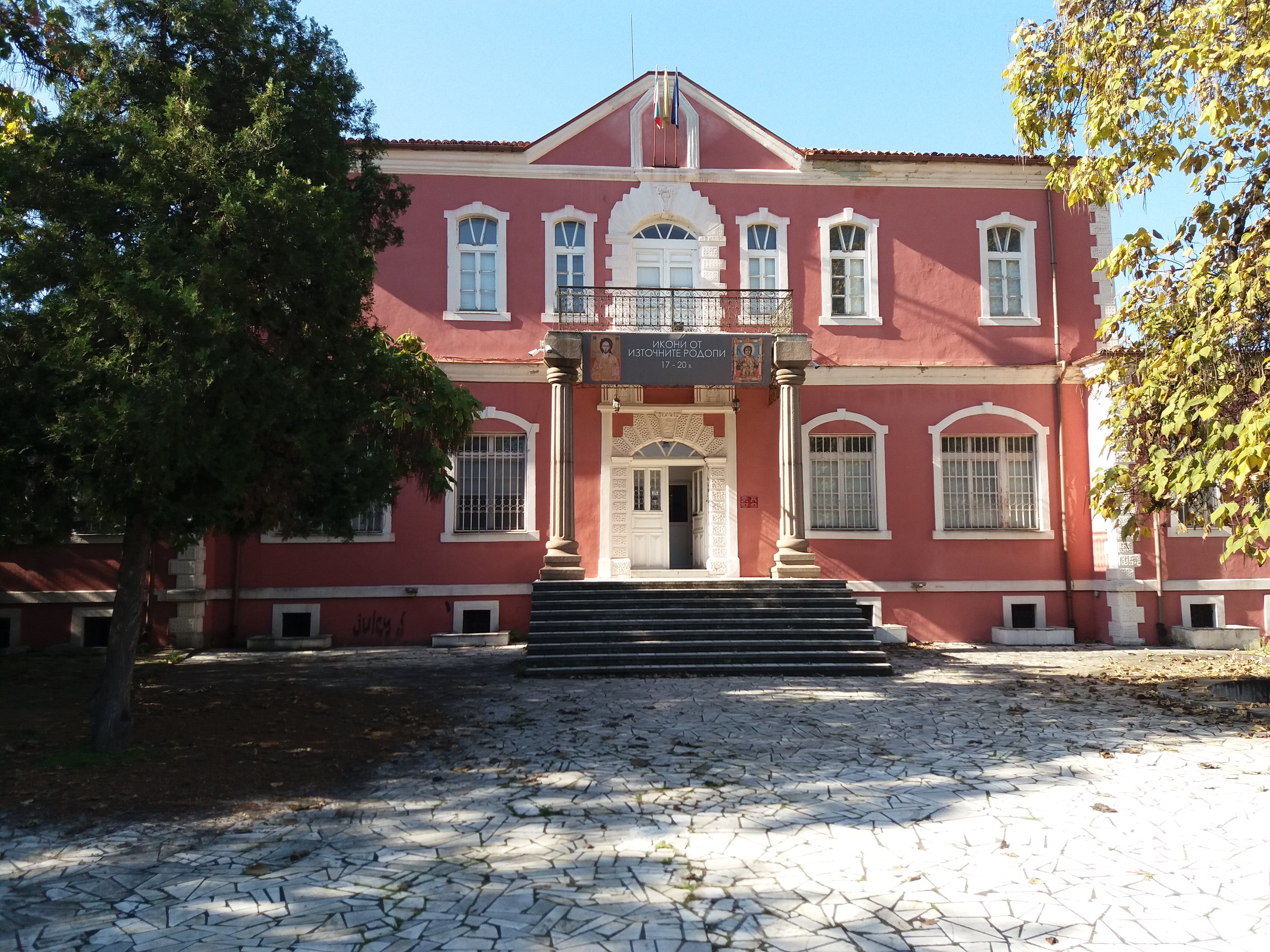
Художня галерея Станка Димитрова, будівля була побудована в середині XIX століття, колишній Османський конак
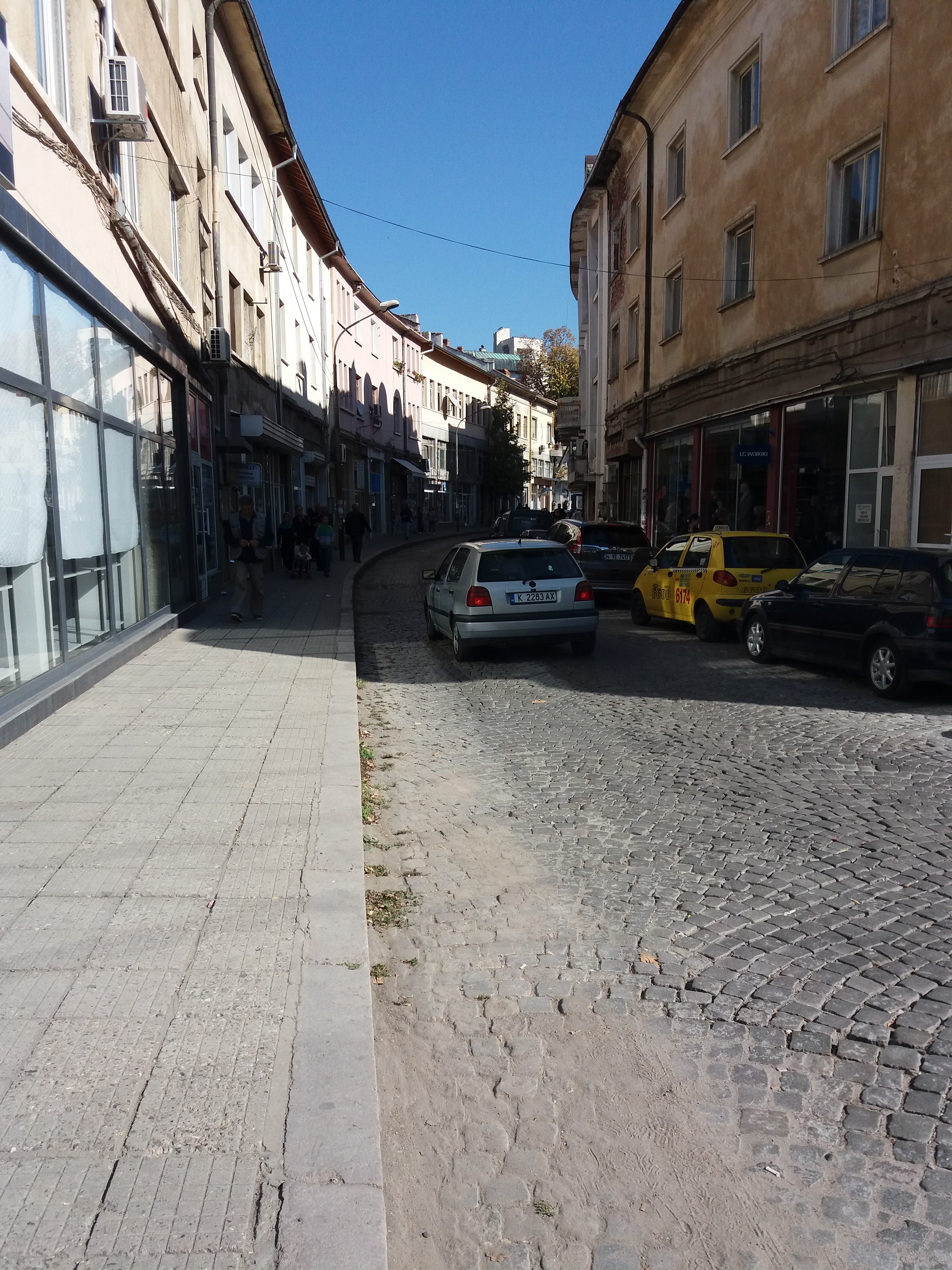
Республіканська вулиця (стара)
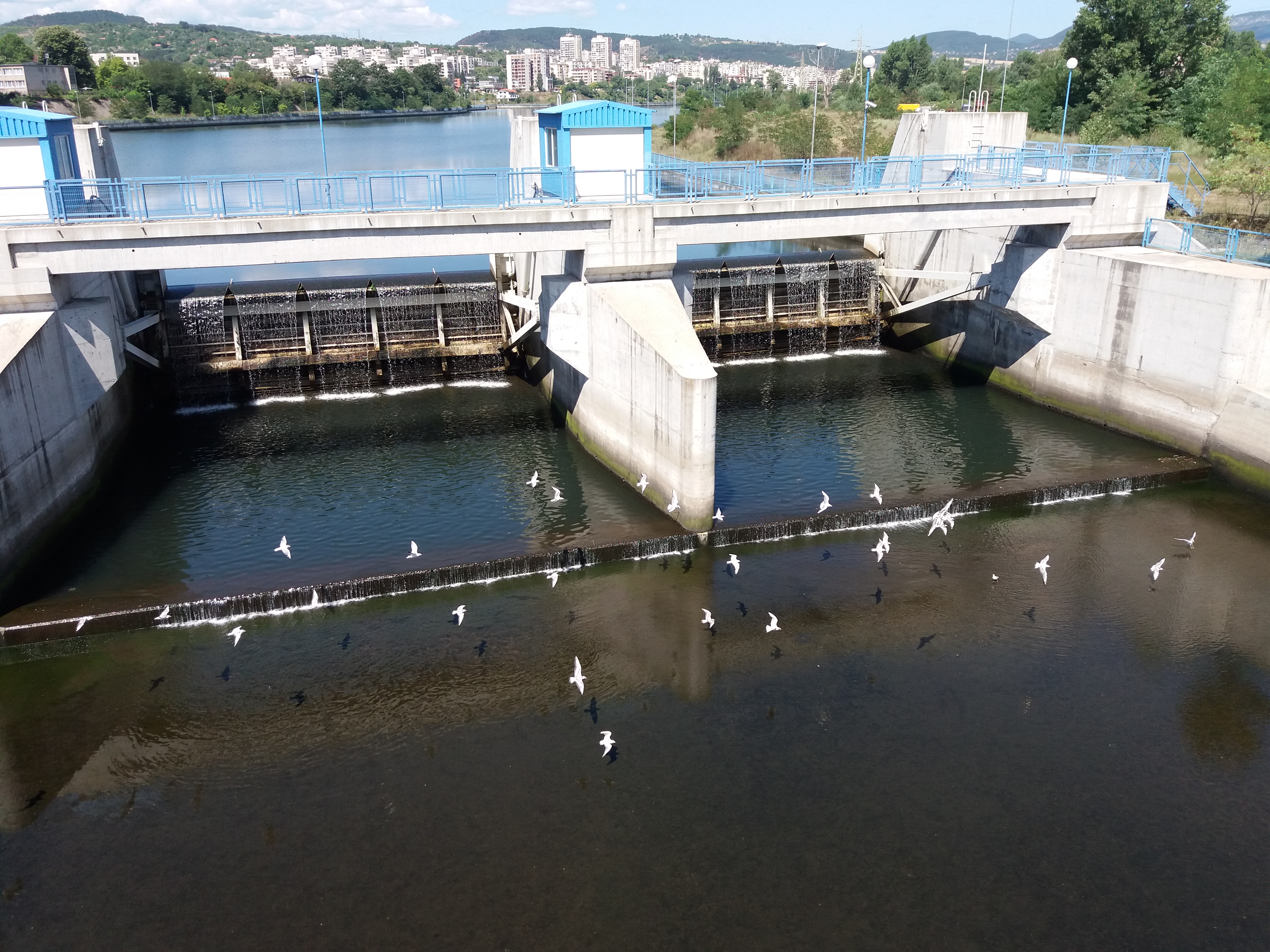
Водне дзеркало річки Арда

## Міста-побратими
| - 1962: Владикавказ, Росія - 1997: Комотіні, Греція - 2001: Східний Стафордшир, Велика Британія - 2002: Філіппи, Греція - 2003: Софлу, Греція - 2003: Текірдаг, Туреччина - 2004: Володимир, Росія - 2008: Ізмір, Туреччина |